# Красный Кудояр
Красный Кудояр — деревня в Усманском районе Липецкой области России. Входит в состав Пушкарского сельсовета.

## География
Деревня находится в юго-восточной части Липецкой области, в лесостепной зоне, в пределах Окско-Донской равнины, на правом берегу реки Усмань, на расстоянии примерно 12 км (по прямой) к северо-северо-востоку (NNE) от города Усмань, административного центра района. Абсолютная высота — 145 м над уровнем моря.
Климат
Климат умеренно континентальный с тёплым летом и умеренно холодной зимой. Абсолютный минимум температуры воздуха самого холодного месяца (января) составляет −39 °С; абсолютный максимум самого тёплого (июля) — 38 °С. Среднегодовое количество атмосферных осадков — 511 мм. Максимальное количество осадков выпадает в период с мая по октябрь.
Часовой пояс
Деревня Красный Кудояр, как и вся Липецкая область, находится в часовой зоне МСК (московское время). Смещение применяемого времени относительно UTC составляет +3:00.

## Население
| 2010 | 2011 |
| ---- | ---- |
| 70   | →70  |

Гендерный состав
По данным Всероссийской переписи населения 2010 года, в гендерной структуре населения мужчины составляли 48,6 %, женщины — соответственно 51,4 %.
Национальный состав
Согласно результатам переписи 2002 года, в национальной структуре населения русские составляли 99 % из 67 чел.

## Улицы
Уличная сеть деревни состоит из одной улицы (ул. Садовая).